# Le Bonheur fou
Le Bonheur fou est un roman de Jean Giono paru en 1957. 
Il s'agit du troisième roman consacré par Giono aux aventures d'Angelo Pardi, également le héros du Hussard sur le toit. Il inaugure chronologiquement l'histoire narrée par le groupe d'œuvres appelé « Cycle du Hussard », ainsi nommé parce que certains des personnages du Hussard sur le toit y réapparaissent, et qui rassemble, dans l'ordre de leur diégèse (qui ne correspond pas à l'ordre de publication) :
- Le Bonheur fou (action vers 1848 ; publié en 1957) ;
- Les Récits de la demi-brigade (action vers 1830 ; publication posthume en 1972) ;
- Angelo (action en 1832 ; publié en 1953) ;
- Le Hussard sur le toit (action en 1832 ; publié en 1951) ;
- Mort d'un personnage (action à la fin du XIXe siècle ; publié en 1948).

## Résumé
En 1820, des insurrections éclatent dans la région du Piémont. Bondino, un officier, comprend très vite que la tentative révolutionnaire est vouée à l'échec. Il devient donc avantageux, plutôt que de se battre, d'enclencher des négociations pour la reddition d'une ville assortie du versement d'une somme d'argent. Ceci accompli, il ne lui reste plus qu'à fuir avec le butin et à franchir la frontière avec les rebelles. 
Sept ans plus tard, Bondino est devenu le chef d'une organisation militaire relativement puissante, baptisée « Armée », qui caresse le projet de libérer l'Italie des Autrichiens. En 1848, lors de la première guerre d'indépendance italienne, ses succès militaires lui permettent d'entrer sans heurts dans Milan. Mais il sait que le point névralgique de la guerre, c'est Mantoue. Or, la ville résiste aux attaques. Sur le terrain, Angelo Pardi, le Hussard, est témoin des échauffourées. Il doit également se prémunir contre les visées politiques de Bondino, qui tente d'employer le courage et la candeur du héros à son propre bénéfice. Bientôt, Angelo n'accepte plus de collaborer qu'avec Lecca, un tout petit bonhomme assez comique d'aspect, mais qui fut autrefois général sous Napoléon Ier. 
De retour à Milan, les deux compagnons sont témoins de lamentables scènes de désordre et découvrent que les Autrichiens se sont mis à l'abri derrière les épaisses murailles du château. Conscients du danger de laisser ces ennemis ainsi prêts à lancer un nouvel assaut quand les circonstances les favoriseront, ils réunissent une petite escouade et veulent porter de rudes coups à l'ennemi. Or, devant l'armée autrichienne, composée de soldats disciplinés et aguerris, les hommes d'Angelo ne font pas le poids. Dégoûté par le fiasco qu'il a causé, Angelo rentre à Turin, espérant trouver là un peu d'espoir. Mais, ulcéré par les tractations politiques douteuses de Giuseppe, son frère de lait, qui cherche en outre à se servir de lui, le Hussard le provoque en duel.

## Éditions
- 1957 - Le Bonheur fou, Éditions Gallimard.
- 1965 - Le Bonheur fou, Éditions Gallimard.
- 1976 - Le Bonheur fou, Éditions Gallimard, collection Folio.
- 1977 - Le Bonheur fou, in Jean Giono - Œuvres romanesques complètes, Tome IV (1733 pages), Gallimard, Bibliothèque de la Pléiade, Édition établie par Robert Ricatte avec la collaboration de Pierre Citron et d'Henri Godard, (ISBN 9782070108824)